# Eleições regionais em Baden-Württemberg de 1996
As eleições regionais em Baden-Württemberg de 1996 foram realizadas a 24 de Março e, serviram para eleger os 155 deputados para o parlamento regional.
A União Democrata-Cristã manteve-se como o maior partido, conseguindo uma subida de votos, conquistando 41,3% dos votos e 69 deputados.
O Partido Social-Democrata da Alemanha continuou com o seu declínio eleitoral, caindo dos 29,4% dos votos de 1992 para 25,1% dos votos e 39 deputados.
Os grandes destaques foram a Aliança 90/Os Verdes e o Partido Democrático Liberal, que conseguiram resultados bastantes positivos, obtendo 12,1% dos votos e 9,6% dos votos, respectivamente.
Por fim, apesar da queda de votos e deputados, os nacionalistas dos Os Republicanos conseguiu manter-se no parlamento regional, ao obter 9,1% dos votos.
Após as eleições, os democratas-cristãos mantiveram-se na liderança do governo regional, mas, desta vez, governando em coligação com os liberais.

## Resultados Oficiais
| Partido                 | Partido                       | Votos     | %     | +/-   | Deputados | +/-     |
| ----------------------- | ----------------------------- | --------- | ----- | ----- | --------- | ------- |
|                         | União Democrata-Cristã        | 1 974 619 | 41,27 | 1,67  | 69 / 155  | 5       |
|                         | Partido Social-Democrata      | 1 199 123 | 25,07 | 4,32  | 39 / 155  | 7       |
|                         | Aliança 90/Os Verdes          | 580 801   | 12,14 | 2,69  | 19 / 155  | 6       |
|                         | Partido Democrático Liberal   | 458 478   | 9,58  | 3,70  | 14 / 155  | 6       |
|                         | Os Republicanos               | 437 228   | 9,14  | 1,75  | 14 / 155  | 1       |
|                         | Partido Democrático Ecológico | 69 775    | 1,46  | 0,43  | 0 / 155   | Estável |
|                         | Outros                        | 64 105    | 1,34  |       | 0 / 155   |         |
| Votos Inválidos         | Votos Inválidos               | 75 176    | 1,55  | 0,25  |           |         |
| Total                   | Total                         | 4 859 305 | 100   |       | 155 / 155 | 9       |
| Eleitorado/Participação | Eleitorado/Participação       | 7 189 906 | 67,59 | 2,50  |           |         |
| Fonte                   | Fonte                         | [ 1 ]     | [ 1 ] | [ 1 ] | [ 1 ]     | [ 1 ]   |